# Ной-Бамберг
Ной-Бамберг (нім. Neu-Bamberg) — громада в Німеччині, розташована в землі Рейнланд-Пфальц. Входить до складу району Бад-Кройцнах. Складова частина об'єднання громад Бад-Кройцнах.
Площа — 4,56 км2. Населення становить 943 ос. (станом на 31 грудня 2020).